# Chat marbré
Pardofelis marmorata
Vous lisez un « article de qualité » labellisé en 2009.  Il fait partie d'un « bon thème ».
Pour d'autres « chats », voir Chat (animal).
Espèce
Statut de conservation UICN

 NT  : Quasi menacé
Statut CITES
Le Chat marbré (Pardofelis marmorata), est une espèce de félins du genre Pardofelis. D’une taille similaire au chat domestique, il est caractérisé par sa longue queue qui représente la moitié de sa longueur totale. Sa robe tachetée rappelle l'aspect du marbre. Possédant des caractéristiques proches des grands félins, sa position taxonomique a fortement varié.
Habitant des forêts tropicales humides, ce félin est probablement arboricole, solitaire et territorial. Son aire de répartition inclut les îles de Bornéo et de Sumatra, la péninsule indochinoise et s'étend jusque sur les contreforts de l'Himalaya au Népal ainsi qu'au sud de la Chine. Ses effectifs à l'état sauvage sont difficilement évaluables car l'espèce est discrète et évolue dans un environnement d'accès ardu. Considérée par l'Union internationale pour la conservation de la nature comme une espèce vulnérable, la principale menace pesant sur le Chat marbré est la déforestation.
Ce félin est encore méconnu : moins d'une dizaine de spécimens sont détenus dans les zoos, qui ont pourtant permis de collecter des données essentielles sur la reproduction et le comportement de l'espèce. Dans les années 2000, plusieurs études menées sur les petits félins asiatiques ont permis d'augmenter les connaissances sur le Chat marbré, et notamment d'évaluer la taille de son territoire.

## Description

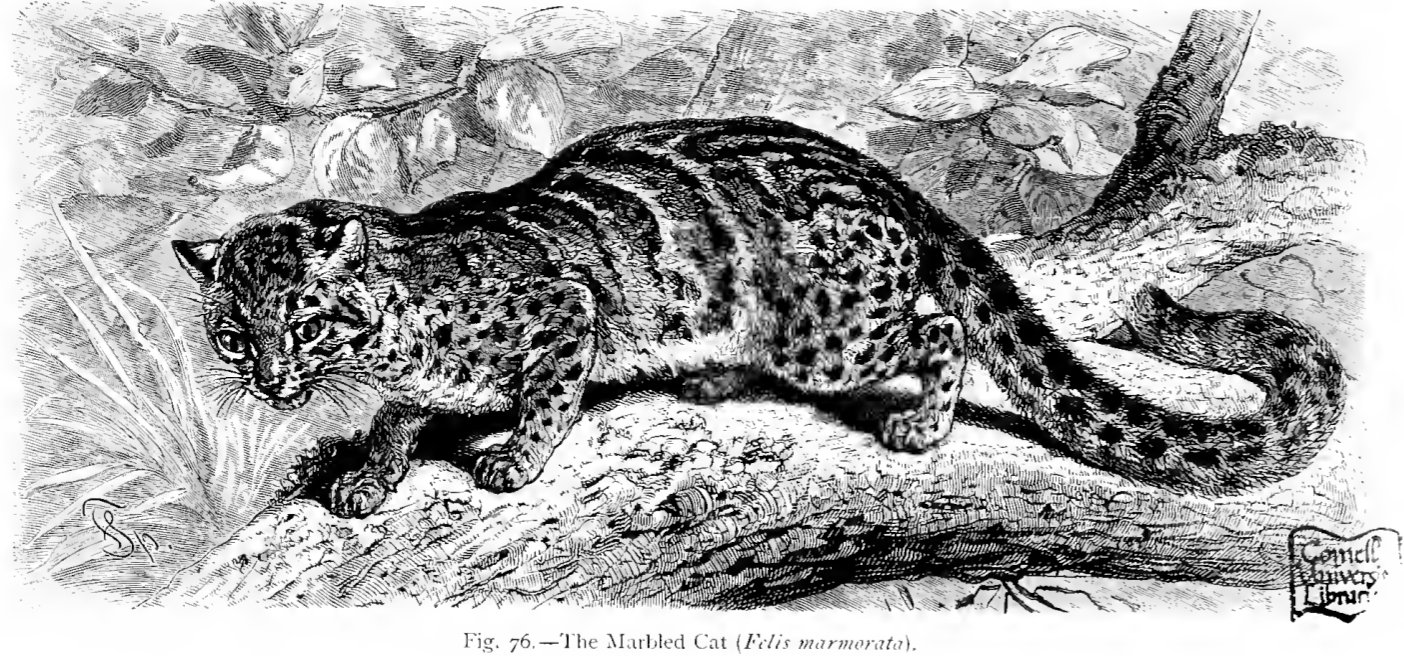
Le Chat marbré est caractérisé par sa très longue queue et son pelage marbré.

Ce félin a une fourrure de couleur brun-rouge à gris jaunâtre ornée de larges taches brunes cerclées de noir proches de celles de la Panthère nébuleuse, bien que moins distinctes. L'intérieur des cuisses, le ventre et la poitrine sont plus clairs. La fourrure est douce et épaisse, très fournie, notamment sur la queue. Sur les pattes, la queue et la tête, de nombreuses taches noires recouvrent le pelage et peuvent se rejoindre formant ainsi des rayures étroites. On observe deux rayures sur le haut du crâne, près des oreilles ainsi qu'une ligne très longue le long du dos. La queue est tachetée à la base et annelée au bout et représente la moitié de la longueur totale du corps. La longueur totale d'un Chat marbré est de 80 à 115 cm et sans la queue de 45 à 62 cm. La hauteur au garrot est de 35 à 55 cm. Le Chat marbré pèse de 4 à 8 kg. Les pattes sont souples et plutôt courtes avec des pieds très larges.
Les oreilles sont petites et arrondies, le revers est noir avec une tache blanche au milieu. Les yeux de couleur jaune à doré ont des pupilles en fente, comme le chat domestique. Les canines du Chat marbré sont longues par rapport à sa taille et la prémolaire supérieure antérieure est en général absente ou sous forme vestigiale. Le crâne est de forme ronde avec une crête sagittale de faible taille ; un anneau osseux entoure les orbites, ce qui est assez rare chez les félins.
Selon Peter Jackson, le Chat marbré est l'un des félins les plus difficiles à identifier dans la nature. Il peut être facilement confondu avec la Panthère nébuleuse (Neofelis nebulosa) et la Panthère nébuleuse de Bornéo (Neofelis diardi) en raison de sa ressemblance morphologique (proportion longueur de la queue - longueur du corps, pelage…) ; ces deux félins sont toutefois beaucoup plus grands. Le Chat-léopard (Prionailurus bengalensis) peut également être pris pour un Chat marbré car il est de la même taille et partage le même habitat, mais il ne possède pas une queue aussi longue et les marbrures de la robe.

## Taxinomie

### Évolution et sous-espèces

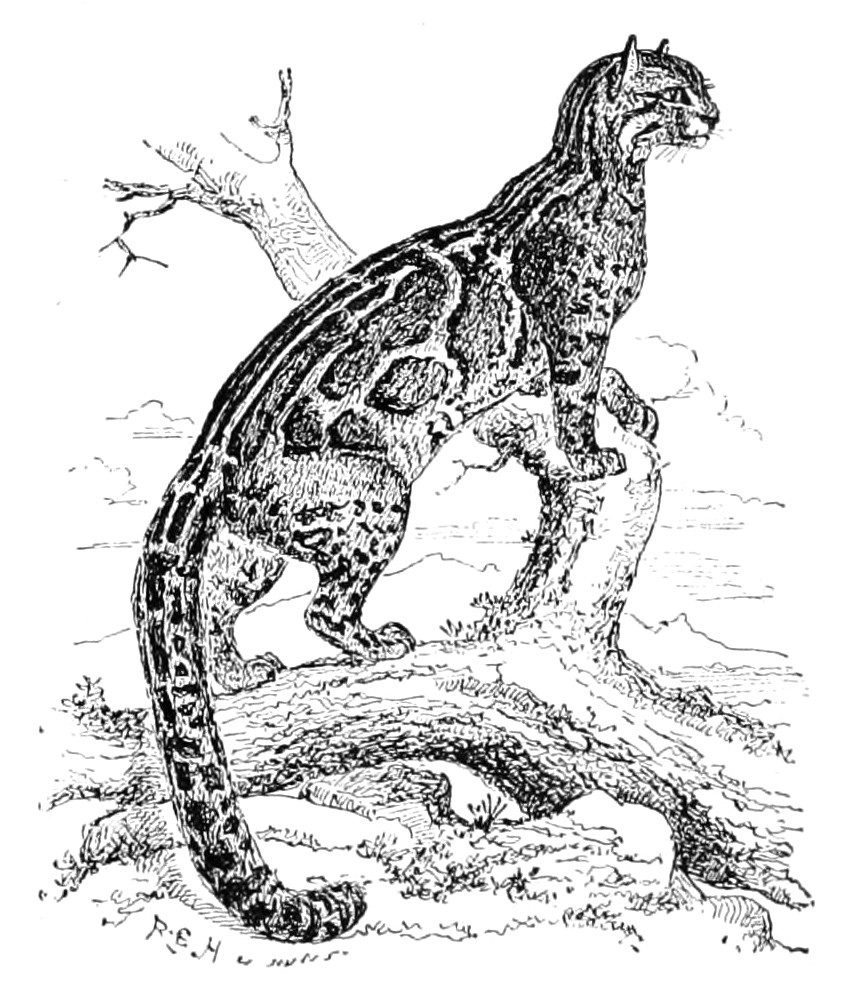
Représentation du Chat marbré en 1888, deux ans après la parution de la description originale.

Assez peu étudiée, la place du Chat marbré par rapport aux autres félins a été discutée. Il partage des caractères communs aux petits félins (Felinae) et est génétiquement proche des grands félins (Pantherinae), et notamment du Tigre (Panthera tigris). Pour cette raison, le Chat marbré a pu faire partie de la sous-famille des Pantherinae comme des Felinae. Plusieurs modèles phylogéniques ont placé la Panthère nébuleuse et le Chat marbré dans un même genre, soit dans Pardofelis, soit dans Neofelis, en raison de la grande ressemblance morphologique entre ces deux félins. Toutefois, dans les années 1990, il a été soulevé que le Chat marbré était trois fois plus petit que la Panthère nébuleuse et que son crâne était beaucoup plus rond.
Des travaux menés en 2007 ont montré que les félins ont divergé en huit lignées. Les Pardofelis en composent la deuxième lignée qui a divergé il y a 9,4 millions d'années. Le Chat marbré est le premier à diverger de l'ancêtre commun à tous les Pardofelis, il y a 5,4 millions d'années. Selon ces études, la Panthère nébuleuse appartient à la lignée des panthères et n'est donc pas apparentée aux Pardofelis. Le Chat marbré est donc proche du Chat bai (Pardofelis badia) et du Chat de Temminck (Pardofelis temminckii). Ces deux chats étaient les seuls représentants du genre Catopuma et ont été déplacés en 2008 dans le genre Pardofelis. Des études génétiques effectuées sur huit espèces de félins ont montré que le Chat marbré faisait bien partie de la sous-famille des Felinae tandis que la Panthère nébuleuse, bien que très proche du Chat marbré, appartient aux Pantherinae.
Arbre phylogénétique du genre Pardofelis
|  | Pardofelis marmorata - Chat marbré                                                                       |
|  | |
|  | \| \| Pardofelis temminckii - Chat de Temminck \| \| \| \| \| \| Pardofelis badia - Chat bai \| \| \| \| |
|  | |
|  | Pardofelis temminckii - Chat de Temminck                                                                 |
|  | |
|  | Pardofelis badia - Chat bai                                                                              |
|  | |

|  | Pardofelis temminckii - Chat de Temminck |
|  |                                          |
|  | Pardofelis badia - Chat bai              |
|  |                                          |

Selon Mammal Species of the World, il existe deux sous-espèces reconnues : Pardofelis marmorata marmorata vivant sur la péninsule indochinoise et les îles de Sumatra et Bornéo et Pardofelis marmorata charltonii qui se rencontre au Népal, dans les provinces du Sikkim et de l'Assam et dans la partie septentrionale du Myanmar. Une troisième sous-espèce Pardofelis marmorata longicaudata est parfois ajoutée.

### Synonymes
Le Chat marbré a été connu sous de nombreux noms scientifiques, correspondant aujourd'hui à des synonymes de l'espèce ou de l'une de ses sous-espèces :
- Felis diardii, nomen dubium à la description trop floue, décrit par Georges Cuvier en 1823 et nommé en l'honneur de son élève Pierre-Médard Diard ;
- Felis diardii (Jardine, 1834), considéré comme synonyme de la sous-espèce P. m. marmorata[16] ;
- Felis marmorata, considéré comme protonyme et dont la description fut publiée par William Charles Linnaeus Martin le 8 novembre 1836, souvent portant la date de 1837[17] ;
- Felis longicaudatus, utilisé par Henri-Marie Ducrotay de Blainville en 1839, est considéré comme synonyme de la sous-espèce P. m. marmorata[16] ;
- Leopardus marmoratus Gray, 1846 ;
- Felis ogilbi Hodgson, 1846 ou 1847, considéré comme synonyme de la sous-espèce P. m. charltonii[18] ;
- Uncia marmorata Gray, 1854 ;
- Uncia chaltoni Gray, 1854 ;
- Leopardus duvaucellii Hodgson, 1863, considéré comme synonyme de la sous-espèce P. m. charltonii[18] ;
- Leopardus dorsul Gray, 1863, considéré comme synonyme de la sous-espèce P. m. charltonii[18] ;
- Catolynx marmoratus Gray, 1867 ;
- Catolynx chaltoni Gray, 1867 ;
- Felis scripta Milne Edwards, 1874, nomen dubium.

## Comportement

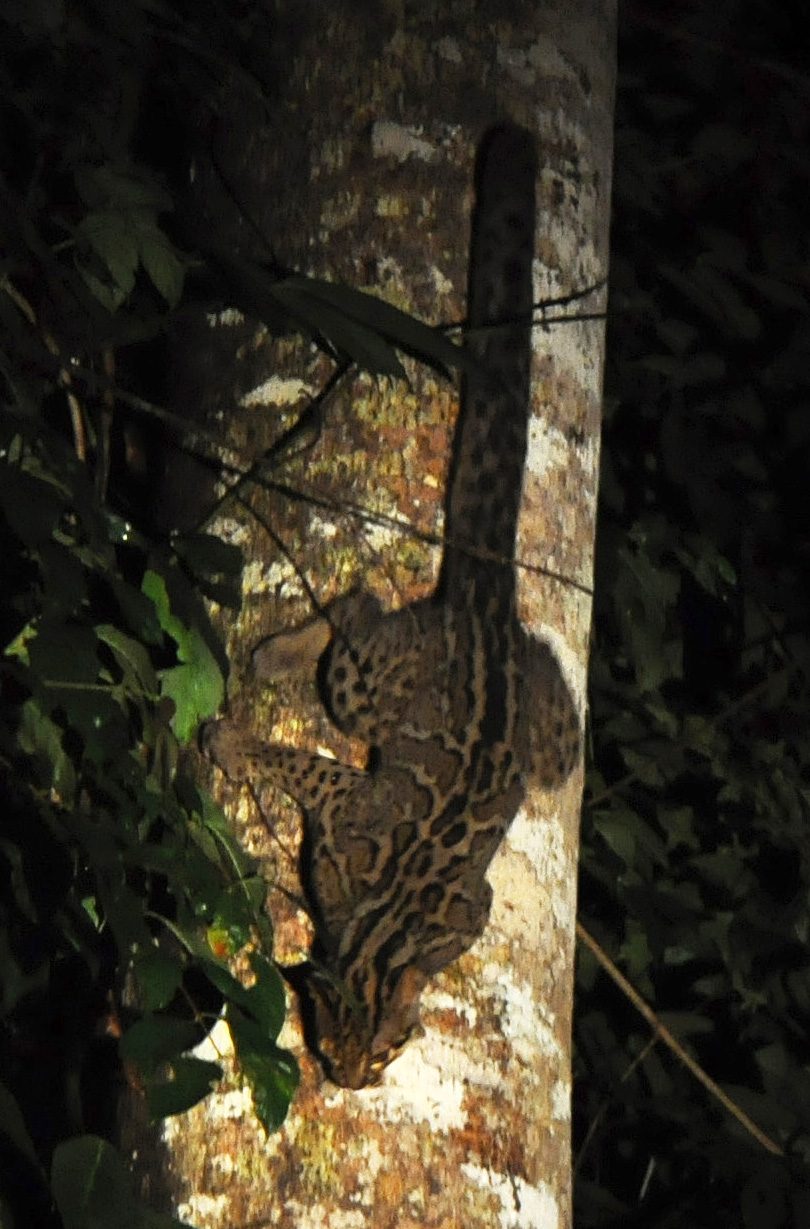
Le Chat marbré est un habile grimpeur des forêts tropicales humides.

Le Chat marbré reste méconnu, et on sait peu de choses sur son comportement et son régime alimentaire : sa structure sociale est probablement solitaire, comme la plupart des félins. En captivité, on le considère comme un félin au tempérament docile et apprivoisable. Le Chat marbré est un félin arboricole particulièrement habile et essentiellement nocturne. Sa longue queue lui servant de balancier, il est capable de se suspendre uniquement par les pattes arrière et de descendre des arbres la tête en avant. Sa façon de se déplacer dans les arbres évoque celle des primates. À Bornéo, il est possible qu'il soit plus souvent au sol. Il parcourt son territoire après le crépuscule, en suivant toujours les mêmes chemins (comme les singes) ou se cache et guette sa proie. Il s'attaque aux écureuils, aux petits reptiles, aux grenouilles, à la roussette géante, aux rats et aux oiseaux ; on pense que son régime alimentaire est essentiellement composé d'oiseaux et d'écureuils. En captivité, il refuse les charognes. Durant l'étude de Lon Grassman faite sur un Chat marbré femelle, les données récoltées ont révélé un territoire couvrant environ 5,3 km2. La femelle parcourait au moins 477 mètres chaque jour et semblait le plus souvent active durant la nuit et le crépuscule.
L'ensemble des données sur la reproduction du Chat marbré est issu d'observations faites en captivité : seules trois portées sont nées dans des parcs zoologiques. Il ne semble pas y avoir de saison de reproduction. Après 66 à 81 jours de gestation, jusqu'à quatre chatons naissent aveugles et tachetés de noir. Leur pelage est plus foncé que celui des adultes et les marbrures n'apparaissent qu'à l'âge de six semaines. Les chatons ne pèsent que 100 à 115 g à la naissance et les yeux ne s'ouvrent qu'à partir de 14 jour. Ils commencent à se nourrir de viande à environ soixante jours pour être sevrés à environ 120 jours. La maturité sexuelle est de 21 mois pour les mâles comme pour les femelles. La longévité est légèrement supérieure à douze ans en captivité.
Les vocalisations du Chat marbré incluent divers miaulements. Il s'agit le plus souvent d'un long « maou » aigu qu'il peut émettre irrégulièrement durant de longues périodes. Il utilise également ce cri sur des intervalles courts, avec une série de huit à dix appels séparés de courtes pauses d'une seconde. Lors de la période d'œstrus, les cris sont beaucoup plus variés et fréquents : mâle et femelles communiquent par divers grognements et gargouillis. Le Chat marbré est également capable de ronronner.

## Chorologie

### Habitat
Le Chat marbré vit principalement dans les forêts tropicales humides mais il a aussi été observé dans les forêts secondaires de Thaïlande et du Viêt Nam et les forêts mixtes. Des observations ont été rapportées entre 1 500 et 3 000 mètres d'altitude au pied de l'Himalaya, mais il semble que ce félin préfère les faibles altitudes plutôt que les montagnes. Il est capable de vivre dans des forêts modifiées par l'exploitation forestière, et des observations ont été faites près de mangroves ou sur les rives abruptes recouvertes de buissons d'une rivière.

### Répartition

L'aire de répartition du Chat marbré est clairsemée.

Le Chat marbré est présent sur les territoires suivants : Bhoutan, Cambodge, Chine, île de Bornéo, île de Sumatra, Inde, Malaisie, Myanmar, Népal, Laos, Thaïlande, Viêt Nam. Sa présence au Bangladesh est très débattue.
Difficile à observer dans son milieu naturel, il est assez mal connu. Les observations permettant de certifier sa présence sont rares : une seule observation a été faite au Népal en 1981, quelques rapports de présence dans les provinces chinoises du Yunnan et du Guangxi. La première photo dans la nature est prise en 1994 au sanctuaire de faune de Huay Kha Khaeng par des pièges photographiques ce qui atteste sa présence en Thaïlande. De nouvelles photographies ont été prises dans le sanctuaire de Lanjak Entimau en Malaisie, quelques photos prises en 2002 dans le sanctuaire de faune de Phu Khieo en Thaïlande et plus récemment, une photographie dans la réserve naturelle de Dangku au sud de l'île de Sumatra en 2006.

### Menaces et statut légal
Les principales menaces sont la déforestation et peut-être le braconnage local. Le commerce de fourrure est toujours une menace, par exemple, en 1998, le bulletin de TRAFFIC a répertorié la mise en vente de seize peaux de Chats marbrés sur le marché de Tachileik au Myanmar. Discret, il a tendance à fuir les zones où les humains vivent, mais sa réelle tolérance à l'intrusion humaine est méconnue. En raison de la déforestation qui a grandement réduit son habitat, l'Union internationale pour la conservation de la nature (UICN) le classe comme « vulnérable » depuis 2002. Il est inscrit en Annexe I de la CITES, ce qui interdit toute forme de commerce international du Chat marbré.
La chasse est régulée au Laos et à Singapour, autorisée en dehors des réserves naturelles au Bhoutan et au Brunei et interdite au Bangladesh, au Cambodge, dans la province chinoise du Yunnan, en Inde, en Indonésie, en Malaisie, au Myanmar (ex-Birmanie), au Népal et en Thaïlande.

### Effectifs

#### Présence dans la nature
Ses effectifs sont difficiles à quantifier. Les chercheurs ne savent pas si les observations sont rares parce que les effectifs sont peu nombreux, ou tout simplement parce que c'est une espèce discrète qui vit dans un environnement difficile d'accès. Lorsque des études sont menées à partir de pièges photographiques, les photographies du Chat marbré sont toujours moins nombreuses en comparaison avec d'autres félins, ce qui peut présager d'une rareté de l'espèce ; cependant ses mœurs arboricoles pourraient le préserver de photographies au sol. Les populations du Chat marbré sont estimées depuis 2008 par l'UICN à moins de 10 000 individus matures sur l'ensemble de son aire de répartition, sans qu'il y ait de populations isolées supérieures à 1 000 individus.

#### Présence en captivité
Moins de dix individus sont détenus en captivité. En 1989, l’International Species Information System (ISIS) répertoriait seulement quatre individus. En 1994, seuls deux parcs zoologiques en possédaient : le parc zoologique d'Agrate en Italie et le zoo de Chonburi en Thaïlande. En 2009, seuls trois spécimens sont répertoriés par ISIS ; ils sont détenus par le zoo de Chonburi et l'Al Bustan Wildlife Breeding Center.
Le Chat marbré a toujours été rare en captivité. Le 14 décembre 1882, le Jardin Zoologique de Londres obtient le premier Chat marbré en captivité capturé dans l'Assam. Aux États-Unis, le parc zoologique national de Washington obtient un spécimen en 1910, puis une paire de Chats marbrés est envoyée au zoo de Saint-Louis en 1937. Le zoo de San Diego se procure un couple provenant de l'île de Sumatra en 1964, mais ils ne supportent pas bien le voyage : en effet, la femelle meurt moins d'une semaine après sa venue dans l'établissement.
Une étude sur la possibilité de clonage thérapeutique a montré que le développement des embryons à partir de fibroblastes de Chat marbré est possible avec des ovocytes de chat domestique et de lapin. Selon l'auteur, l'utilisation du clonage pourrait permettre la future naissance de Chats marbrés.

## Projets de recherche

Logo du Bornean Wild Cat and Clouded Leopard Project représentant une Panthère nébuleuse.

Menée par Lon Grassman de février 1999 à mars 2003, une étude portant sur quatre espèces de félins en Thaïlande a été menée au sanctuaire faunique de Phu Khieo. Le but de l'étude était de connaître les déplacements de ces petits félins, la superficie et le chevauchement des territoires ainsi que leurs proies. En second lieu, l'étude portait sur les données chimiques des animaux capturés ainsi que sur l'identification de leurs ectoparasites. Les recherches s'appuyaient sur la pose de colliers émetteurs, l'utilisation de pièges photographiques et l'analyse des matières fécales. Une unique femelle de Chat marbré a pu être capturée mais a perdu sa balise émettrice au bout d'un mois. Peu d'informations ont pu être collectées, mais cela a permis d'établir pour la première fois quelques données sur le territoire et l'activité de ce félin.
Le Bornean Wild Cat and Clouded Leopard Project est un projet de recherche dont le but est d'étudier conjointement les cinq espèces de félins de l'île de Bornéo, dont les mœurs ne sont pas bien connues À terme, le projet devrait proposer un programme de conservation des félins sauvages de Bornéo. L'aire d'étude est fixée sur la Danum Valley Conservation Area, une forêt de diptérocarpacées du territoire de Sabah dont une partie est modifiée par l'abattage sélectif depuis les années 1960. Les recherches sont basées sur des pièges photographiques et la capture d'individus afin de les équiper d'un collier émetteur. Commencé en 2007, le projet devrait durer trois ans et a permis de récolter plusieurs photographies de Chat marbré, malheureusement trop peu nombreuses pour pouvoir évaluer la densité de population de ce félin.